# L'arpa di Davita
L'arpa di Davita (Davita's Harp) è un romanzo di formazione dello scrittore e rabbino statunitense Chaim Potok. È anche un romanzo a sfondo sociale.
Pubblicato nel 1983, è stato tradotto in svedese, finlandese, francese, ebraico, norvegese, ungherese, olandese e italiano.

## Trama
New York City anni '30: Ilana Davita Chandal è figlia di un matrimonio misto (madre immigrata ebrea polacca e padre cristiano proveniente da un'antica e ricca famiglia del New England. Entrambi i genitori sono tormentati da ricordi amari e violenti della loro giovinezza e, di conseguenza, hanno voltato le spalle al loro passato per diventare membri attivi del Partito comunista. L'infanzia di Ilana è piena di misteriose riunioni notturne e continui traslochi, poiché i vicini guardano con sospetto la famiglia e si lamentano per il via vai e il baccano protratti fino a tarda ora. Quando Michael Chandal, già ferito una volta nella guerra civile spagnola, torna in Spagna, Ilana inizia a cercare risposte nella sinagoga locale e nell'amicizia con ebrei osservanti, come l'amica Ruthie Helfman e il cugino David Dinn. Michael Chandal muore in Spagna, a Guernica, e Ilana ha un forte shock, dal quale si riprende grazie alle cure di zia Sarah, sorella del padre e infermiera dedita a un Cristianesimo fortemente missionario. Quando Ilana è in grado di riprendere la scuola, viene inserita in una scuola ebraica, frequentata già da David e Ruthie.
Anche la madre ha dovuto affrontare il dolore ed è spesso in disaccordo con la figlia: mentre Ilana diventa sempre più interessata all'ebraismo tradizionale, affermando persino il suo diritto di dire il Kaddish per il padre non ebreo, Anne Chandal si dedica al Partito e si impegna in una nuova relazione con un giovane storico comunista, Charles Carter. Ma quando Stalin firma un patto di non aggressione con Hitler, Anne si sente tradita nei suoi ideali e lascia il Partito; poco dopo Carter rompe il fidanzamento. Il  crollo delle illusioni di Anne provoca un altro stato di grave malattia, ancora una volta curata amorevolmente da zia Sarah. Alla fine Anne torna, anche se non con il fervore della figlia, all'osservanza religiosa e sposa il cugino Ezra Dinn, che aveva rifiutato molti anni prima. Ilana diventa una studentessa modello nella sua scuola ebraica diurna. È terribilmente delusa e arrabbiata quando le viene ingiustamente negato un premio accademico perché è una ragazza e non si ammette che una donna possa divenire un rabbino in futuro.
Una trama secondaria coinvolge il mistico scrittore ebreo europeo Jakob Daw, un altro ex corteggiatore di Anne Chandal. Viene deportato dagli Stati Uniti contro la sua volontà, nonostante i grandi sforzi del suo avvocato, Ezra Dinn, e muore in Europa poco dopo. Anne Chandal, ora Dinn, decide in modo non convenzionale di dire il kaddish per il suo vecchio amico, anche se è una donna e le donne non dicevano il kaddish nelle sinagoghe ortodosse negli anni '40.

## Personaggi
- Ilana Davita Chandal (poi Dinn), protagonista del libro. All'inizio ha circa sette anni e 13 verso la conclusione della storia. Molto intelligente, osserva tutti quelli che le sono vicini (bambini e adulti) e rielabora i messaggi, spesso contraddittori, che derivano dai suoi pensieeri e sensazioni.
- Anne "Channah" Chandal (poi Dinn), madre di Ilana Davita. Comunista attivissima, è costretta a rivedere le sue idee dopo il 1939 e in seguito passa da posizioni antireligiose a un'osservanza equilibrata dell'ebraismo.
- Michael Chandal, padre di Ilana Davita, giornalista e comunista molto attivo. Sposato ad Anne, proviene da una famiglia episcopale del Maine, per cui i parenti lo hanno ripudiato (eccetto la sorella). Muore durante la guerra civile spagnola, mentre sta compiendo la sua missione di giornalista.
- Sarah Chandal, sorella di Michael e zia di Ilana Davita. È infermiera e missionaria e in questi ruoli ha partecipato alla Guerra di Spagna, dopo essere stata alla guerra d'Etiopia. Si occupa con affetto di Ilana e di Anne, durante alcuni periodi di depressione, conseguenti a situazioni traumatiche (come la morte di Michael).
- Jakob Daw, scrittore ebreo e comunista proveniente dall'Europa. Vive con i Chandal e Ilana lo chiama "zio". Viene in seguito espulso dagli USA, perché ritenuto pericoloso. Passato in Francia, cerca di recarsi in Portogallo, ma è bloccato dalla guerra spagnola. Muore per i postumi delle lesioni polmonari contratti nella prima guerra mondiale.
- Ezra Dinn, cugino di Anne Chandal. È un ebreo molto devoto e sposerà la cugina dopo che lei è rimasta vedova. Si occupa di pratiche per l'immigrazione.
- David Dinn, figlio di Ezra e in seguito fratello adottivo di Ilana, di cui è maggiore di  un anno. È molto studioso.
- Ruthie Helfman, migliore amica e coetanea di Ilana.
- Mr. Helfman, padre di Ruthie, insegnante della scuola ebraica frequentata dalla figlia e da David (e in seguito da Ilana).
- Reuven Malter, altro compagno di scuola di Ruthie e Ilana, candidato ai massimi premi: è un campione della matematica.

## Edizioni in italiano
- Chaim Potok, L arpa di Davita, traduzione di Dario Villa, Milano: Garzanti, 1989